# Acanthella flabellata
Acanthella flabellata är en svampdjursart som först beskrevs av Tanita 1961.  Acanthella flabellata ingår i släktet Acanthella och familjen Dictyonellidae. Inga underarter finns listade i Catalogue of Life.